# Grand Prix na Żużlu 2020
Grand Prix IMŚ 2020 (SGP) – dwudziesty szósty sezon walki najlepszych żużlowców świata o medale w formule Grand Prix. W sezonie 2020 o tytuł walczyło 15 stałych uczestników cyklu (w każdym z turniejów GP występuje dodatkowo zawodnik z „dziką kartą”).

## Uczestnicy Grand Prix
Siódmy raz w historii cyklu Grand Prix stali uczestnicy mieli prawo wyboru własnych numerów startowych. Zawodnicy z wybranymi numerami w sezonie 2020 występują we wszystkich turniejach (ośmiu z Grand Prix 2019, trzech z eliminacji do GP 2019 oraz czterech nominowanych przez Komisję Grand Prix; ang. SGP Commission). Dodatkowo na każdą rundę Komisja Grand Prix przyznaje „dziką kartę” oraz dwóch zawodników zapasowych (rezerwy toru). Komisja Grand Prix wpisała również sześciu zawodników na listę kwalifikowanej rezerwy (zawodnicy kwalifikowanej rezerwy), który w wyniku np. kontuzji zastąpią stałego uczestnika cyklu w danej rundzie.
Greg Hancock zakończył karierę i jego miejsce zajął pierwszy rezerwowy cyklu Martin Smolinski. Z powodu kontuzji Martin Smolinski również wycofał się z Grand Prix i jego miejsce zajął Mikkel Michelsen.

### Stali uczestnicy
- (95)  Bartosz Zmarzlik – mistrz świata 2019
- (30)  Leon Madsen – wicemistrz świata 2019
- (89)  Emil Sajfutdinow – II wicemistrz świata 2019
- (66)  Fredrik Lindgren – 4. miejsce w Grand Prix 2019
- (54)  Martin Vaculík – 5. miejsce w Grand Prix 2019
- (71)  Maciej Janowski – 6. miejsce w Grand Prix 2019
- (69)  Jason Doyle – 7. miejsce w Grand Prix 2019
- (692)  Patryk Dudek – 8. miejsce w Grand Prix 2019
- (55)  Matej Žagar – 1. miejsce w GP Challenge 2019
- (88)  Niels Kristian Iversen – 2. miejsce w GP Challenge 2019
- (222)  Artiom Łaguta – stała dzika karta
- (85)  Antonio Lindbäck – stała dzika karta
- (108)  Tai Woffinden – stała dzika karta
- (46)  Max Fricke – 3. miejsce w GP Challenge 2019
- (45)  Greg Hancock – stała dzika karta[2]
- (84)  Martin Smolinski – 1. stały rezerwowy[3]
- (155)  Mikkel Michelsen – 2. stały rezerwowy[3]
- (16) – dzika karta
- (17) – rezerwa toru
- (18) – rezerwa toru

### Stali rezerwowi
- (84)  Martin Smolinski[3]
- (155)  Mikkel Michelsen[3]
- (115)  Bartosz Smektała
- (105)  Anders Thomsen
- (20)  Pontus Aspgren
- (96)  Dimitri Berge

## Kalendarz 2020
| Lp. | Data           | Grand Prix | Stadion              | Miasto              | Zwycięzca        |        |
| --- | -------------- | ---------- | -------------------- | ------------------- | ---------------- | ------ |
| 1   | 28 sierpnia    | Polski I   | Olimpijski           | Wrocław             | Artiom Łaguta    | Wyniki |
| 2   | 29 sierpnia    | Polski II  | Olimpijski           | Wrocław             | Maciej Janowski  | Wyniki |
| 3   | 11 września    | Polski III | im. Edwarda Jancarza | Gorzów Wielkopolski | Bartosz Zmarzlik | Wyniki |
| 4   | 12 września    | Polski IV  | im. Edwarda Jancarza | Gorzów Wielkopolski | Fredrik Lindgren | Wyniki |
| 5   | 18 września    | Czech I    | Markéta              | Praga               | Bartosz Zmarzlik | Wyniki |
| 6   | 19 września    | Czech II   | Markéta              | Praga               | Bartosz Zmarzlik | Wyniki |
| 7   | 2 października | Polski V   | Motoarena            | Toruń               | Max Fricke       | Wyniki |
| 8   | 3 października | Polski VI  | Motoarena            | Toruń               | Bartosz Zmarzlik | Wyniki |

## Nowa punktacja
W poprzednich sezonach do klasyfikacji generalnej zaliczały się punkty, które zawodnicy zdobywali na torze, bez znaczenia, które miejsce zajmowali w poszczególnych zawodach. Od tego sezonu każde miejsce w zawodach oznacza liczbę punktów do klasyfikacji generalnej.
| Miejsce | 1  | 2  | 3  | 4  | 5  | 6  | 7  | 8 | 9 | 10 | 11 | 12 | 13 | 14 | 15 | 16 | 17 | 18 |
| Punkty  | 20 | 18 | 16 | 14 | 12 | 11 | 10 | 9 | 8 | 7  | 6  | 5  | 4  | 3  | 2  | 1  | 0  | 0  |

## Wyniki i klasyfikacje
| Zawodnik zakwalifikowany do przyszłorocznego GP |
| Stali uczestnicy                                |
| Dzika karta, stali rezerwowi, rezerwa toru      |

| Lp.                         | Zawodnik                    | Suma | PL1 | PL2 | PL3 | PL4 | CZ1 | CZ2 | PL5 | PL6 |
| 1                           | (95) Bartosz Zmarzlik       | 133  | 11  | 16  | 20  | 12  | 20  | 20  | 14  | 20  |
| 2                           | (108) Tai Woffinden         | 117  | 14  | 18  | 11  | 10  | 18  | 18  | 16  | 12  |
| 3                           | (66) Fredrik Lindgren       | 117  | 16  | 14  | 16  | 20  | 12  | 14  | 11  | 14  |
| 4                           | (71) Maciej Janowski        | 107  | 18  | 20  | 10  | 9   | 5   | 9   | 18  | 18  |
| 5                           | (30) Leon Madsen            | 89   | 12  | 6   | 14  | 18  | 9   | 11  | 9   | 10  |
| 6                           | (69) Jason Doyle            | 87   | 6   | 2   | 18  | 16  | 11  | 16  | 7   | 11  |
| 7                           | (222) Artiom Łaguta         | 84   | 20  | 12  | 8   | 5   | 10  | 5   | 8   | 16  |
| 8                           | (89) Emil Sajfutdinow       | 81   | 10  | 5   | 7   | 14  | 14  | 10  | 12  | 9   |
| 9                           | (54) Martin Vaculík         | 78   | 9   | 3   | 12  | 11  | 16  | 12  | 10  | 5   |
| 10                          | (46) Max Fricke             | 64   | 2   | 10  | 4   | 8   | 8   | 8   | 20  | 4   |
| 11                          | (55) Matej Žagar            | 46   | 8   | 4   | 9   | 6   | 3   | 7   | 6   | 3   |
| 12                          | (692) Patryk Dudek          | 39   | 5   | 8   | 2   | 1   | 7   | 6   | 4   | 6   |
| 13                          | (88) Niels Kristian Iversen | 32   | 3   | 11  | 6   | 4   | 4   | 2   | 1   | 1   |
| 14                          | (155) Mikkel Michelsen      | 32   | 4   | 7   | 5   | 2   | 6   | 3   | 3   | 2   |
| 15                          | (85) Antonio Lindbäck       | 22   | 1   | 1   | 1   | 3   | 2   | 4   | 2   | 8   |
| 16                          | (16) Gleb Czugunow          | 16   | 7   | 9   | –   | –   | –   | –   | –   | –   |
| 17                          | (16) Jack Holder            | 12   | –   | –   | –   | –   | –   | –   | 5   | 7   |
| 18                          | (16) Anders Thomsen         | 10   | –   | –   | 3   | 7   | –   | –   | –   | –   |
| 19                          | (16) Václav Milík           | 1    | –   | –   | –   | –   | 0   | 1   | –   | –   |
| 19                          | (17) Eduard Krčmář          | 1    | –   | –   | –   | –   | 1   | 0   | –   | –   |
| 21                          | (18) Przemysław Liszka      | 0    | 0   | ns  | –   | –   | –   | –   | –   | –   |
| 21                          | (17) Michał Curzytek        | 0    | 0   | ns  | –   | –   | –   | –   | –   | –   |
| 21                          | (17) Rafał Karczmarz        | 0    | –   | –   | 0   | 0   | –   | –   | –   | –   |
| 21                          | (18) Wiktor Jasiński        | 0    | –   | –   | 0   | ns  | –   | –   | –   | –   |
| 21                          | (18) Jan Kvěch              | 0    | –   | –   | –   | –   | 0   | ns  | –   | –   |
| 21                          | (17) Wiktor Trofimow        | 0    | –   | –   | –   | –   | –   | –   | ns  | 0   |
| Zawodnicy niesklasyfikowani |                             |      |     |     |     |     |     |     |     |     |
|                             | (18) Igor Kopeć-Sobczyński  | —    | –   | –   | –   | –   | –   | –   | ns  | ns  |
| Rezerwa kwalifikowana       |                             |      |     |     |     |     |     |     |     |     |
|                             | (115) Bartosz Smektała      | —    | –   | –   | –   | –   | –   | –   | –   | –   |
|                             | (20) Pontus Aspgren         | —    | –   | –   | –   | –   | –   | –   | –   | –   |
|                             | (96) Dimitri Bergé          | —    | –   | –   | –   | –   | –   | –   | –   | –   |
| Lp.                         | Zawodnik                    | Suma | PL1 | PL2 | PL3 | PL4 | CZ1 | CZ2 | PL5 | PL6 |